# كريغ (كولورادو)
كريغ (بالإنجليزية: Craig, Colorado)‏ هي مدينة تقع في مقاطعة موفات بولاية كولورادو في الولايات المتحدة. تبلغ مساحتها 13.3 (كم²)، وترتفع عن سطح البحر 1889 م، بلغ عدد سكانها 9464 نسمة في عام 2010 حسب إحصاء مكتب تعداد الولايات المتحدة وتصل الكثافة السكانية فيها 711.6 نسمة/كم2.

## أعلام
- بيتر إليس تايلور

## وصلات خارجية
- www.ci.craig.co.us